# Neuendorf (Suíça)
Neuendorf é uma comuna da Suíça, situada no distrito de Gäu, no cantão de Soleura. Tem 7,13 km² de área e sua população em 2018 foi estimada em 2.236 habitantes.